# Dendrocerus laevis
Dendrocerus laevis är en stekelart som först beskrevs av Julius Theodor Christian Ratzeburg 1852.  Dendrocerus laevis ingår i släktet Dendrocerus och familjen trefåresteklar. Arten är reproducerande i Sverige. Inga underarter finns listade i Catalogue of Life.